# De Meer Stadion
De Meer Stadion – wielofunkcyjny stadion, położony w Amsterdamie, Holandia. Oddany został do użytku 1934 roku. Od 1934 roku swoje mecze na tym obiekcie rozgrywał zespół Ajaksu Amsterdam, aż do 1996 roku, kiedy to klub przeniósł się na nowoczesny Amsterdam Arena. Pojemność stadionu wynosiła 19 000 osób.
Klub z Amsterdamu początkowo swoje mecze rozgrywał na De Meer Stadion, położonym w centrum Amsterdamu. Rosnąca popularność klubu przyczyniła się do zwiększenia liczby chętnych do oglądania meczów Ajaksu Amsterdam. Z czasem okazało się, że De Meer Stadion, jest zbyt mały aby pomieścić wszystkich chętnych fanów. W związku z tym znaleziono rozwiązanie kompromisowe. Klub swoje prestiżowe mecze zarówno w lidze jak i europejskich pucharach rozgrywał na Stadionie Olimpijskim w Amsterdamie, natomiast reszta spotkań odbywała się na De Meer Stadion. Rozwiązanie to stosowano przez wiele lat, do czasu oddania do użytku nowoczesnego stadionu Amsterdam Arena.
Mecz: AFC Ajax - Willem II Tilburg 5:1, rozegrany 28 kwietnia 1996, był ostatnim spotkaniem piłkarskim rozegranym na De Meer Stadion.
Po przenosinach klubu obiekt został wyburzony w 1998 roku. Tereny uzyskane przeznaczono pod budownictwo mieszkalne, zaś o dawnym stadionie przypomina nowo wytyczona droga nosząca nazwę stadionu De Meer.